# Mary GrandPré
Mary GrandPré (nascuda el 1954 a Dakota del Sud) és una il·lustradora i escriptora estatunidenca, coneguda especialment per les seves il·lustracions en les edicions nord-americanes de la sèrie de novel·les de Harry Potter, publicada per Scholastic. Resideix en Sarasota, Florida, amb la seva família.

## Primers anys de vida
Mary GrandPré va néixer a Dakota del Sud, però va viure la major part de la seva infantesa a Minnesota. Va començar a dibuixar quan tenia tan sols cinc anys, començant amb una reproducció de Mickey Mouse. A l'edat de deu anys ja imitava a Salvador Dalí, experimentant i pintant objectes a l'oli, abans de passar a copiar fotos en blanc i negre d'enciclopèdies. GrandPré va estudiar a la Universitat de Minneapolis d'Art i Disseny.
Després de la seva graduació, GrandPré va treballar de cambrera mentre buscava el seu estil, abans de ser reconeguda per agències de publicitat. Els seus dibuixos es van convertir en el que ella anomena «geometria suau», amb pastissos utilitzats d'una manera «colorida, alegra, i fantàstica». Els seus treballs són fets totalment a mà, sense utilitzar cap computadora.

## Carrera

### Diversos treballs
A mesura que la reputació de GrandPré va créixer, ella mateixa va trobar una varietat d'ocupacions que se li van oferir. GrandPré ha creat imatges per a publicitat i revistes, incloent The New Yorker, The Atlantic Monthly, i The Wall Street Journal. Entre les seves altres obres famoses, es va encarregar d'il·lustrar el pòster oficial del Minnesota State Fair de 2005. Un executiu de Dreamworks, a qui li agradava el seu estil, li va oferir la tasca d'il·lustrar la seva pel·lícula Antz. GrandPré va estar involucrada amb la creació d'alguns dels paisatges utilitzats en la pel·lícula. També ha participat en el desenvolupament de personatges per a una altra pel·lícula animada. Mary GrandPré va ensenyar a l'Escola de Ringling d'Art i Disseny.

### SèrieHarry Potter
GrandPré ha il·lustrat totes les edicions nord-americanes de les novel·les de Harry Potter. Va ser una de les poques persones que van poder llegir els llibres de Harry Potter abans que fossin publicats per al públic. Quan va rebre cada nou llibre, va llegir la història més d'una vegada, destacant les descripcions que, ella sentia, esqueien més per a una il·lustració. Va crear llavors diversos esbossos que servien d'idees per a l'art que incloïa la portada i el capítol, abans d'enviar els seus favorits als editors per decidir quin apareixeria en la publicació final. GrandPré elaborava les seves imatges després de llegir els guions de les novel·les, i no col·laborava amb J. K. Rowling i tampoc rebia informació d'ella, a pesar que les dues ja s'havien conegut.

### Altres llibres per a nens

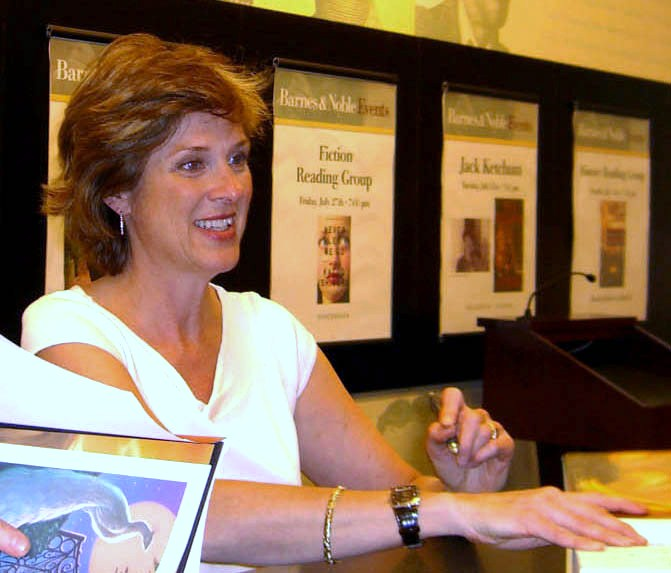
Mary GrandPré signant en el Barnes & Noble de Lincoln Square a Manhattan, el dia de la publicació de Harry Potter i les relíquies de la mort, el 21 de juliol de 2007.

A més de la sèrie de Harry Potter, ha il·lustrat llibres d'imatges com Pockets, Chin Yu Min and the Ginger Cat, Vegetables Go to Bed, The Thread of Life, Swing Around the Sun, The Sea Chest, i Sweep Dreams. També va il·lustrar Plum, i Henry and Pawl and the Round Yellow Ball, el qual va ser co-escrit pel seu espòs, Tom Casmer.

### Treballs de caritat
El 2006 GrandPré va començar a crear art pel seu compte. Ha donat diverses peces per The Wellness Community of Southwest Florida, una organització sense ànim de lucre dedicada a oferir suport per a persones amb càncer. També ha contribuït per a Hàbitat per a la Humanitat donant els seus treballs, així com llibres.

### Reconeixement
El treball de GrandPré amb els llibres de Harry Potter ha aparegut en la portada de Time Magazine. El seu treball, escollit per milers d'il·lustradors, ha aparegut en la portada de Showcase 16. Ha rebut premis per part de la societat d'il·lustradors, Communication Arts, Graphis, Print, i Art Direction, i s'ha perfilat a Step-by-Step Graphics i Communications Arts Magazine. GrandPré ha aparegut en el llibre How Jane Won, el qual examina 50 dones que han tingut èxit en la seva carrera i en la seva vida personal.

### Com a il·lustradora

#### La sèrie deHarry Potter
- Harry Potter i la pedra filosofal, de J. K. Rowling (Scholastic, 1998); Anniversary Edition (Scholastic, 2008)
- Harry Potter i la cambra secreta, de J. K. Rowling (Scholastic, 1999)
- Harry Potter i el presoner d'Azkaban, de J. K. Rowling (Scholastic, 1999)
- Harry Potter i el calze de foc, de J. K. Rowling (Scholastic, 2000)
- Harry Potter i l'ordre del Fènix, de J. K. Rowling, (Scholastic, 2003)
- Harry Potter i el misteri del Prínce, de J. K. Rowling (Scholastic, 2005)
- Harry Potter i les relíquies de la Mort, de J. K. Rowling (Scholastic, 2007)
- Les rondalles de Beedle el bard, de J. K. Rowling (Scholastic, 2008)
- La caixa de l'edició especial de Quidditch i Animals fantàstics (Scholastic, 2005)

#### Col·lecció de poesia
- Swing Around the Sun, poemes de Barbara Juster Esbensen (Lerner Publishing Group, 2002)
- Plum, poema de Tony Mitton (Scholastic, 2003)

#### Llibres de contes
- The Vegetables Go to Bed, de Christopher L. King (Crown, 1994)
- Chin Yu Min and the Ginger Cat, de Jennifer Armstrong (Dragonfly Books, 1996)
- Pockets, de Jennifer Armstrong (Knopf Books for Young Readers, 1998)
- The Sea Chest, de Toni Buzzeo (Dial, 2002)
- The Thread of Life: Twelve Old Italian Tales, de Domenico Vittorini (Running Press Kids; New Ed edition, 2003)
- Sweep Dreams, de Nancy Willard (Little, Brown Young Readers, 2005)
- Lucia and the Light, de Phyllis Root (Candlewick Press, 2006)
- Aunt Claire's Yellow Beehive Hair, de Deborah Blumenthal (Pelican, 2007)

### Com a autora i il·lustradora
- Henry and Pawl and the Round Yellow Ball, co-escrit pel seu espòs, Tom Casmer (Dial, 2005)